# Bodo Nüdling
Bodo Nüdling (* 31. Dezember 1943 in Fulda; † 5. April 1987 in Barßel) war ein niedersächsischer Politiker (SPD) und Mitglied des Niedersächsischen Landtages.
Nüdling besuchte das humanistische Gymnasium in Watersleyde (Niederlande) sowie Kassel von 1955 bis 1964. Sein Abitur legte er 1964 ab. Im Anschluss nahm er sein Studium an der Pädagogischen Hochschule in Göttingen zwischen 1964 und 1967 auf. Seit 1967 war er als Lehrer an der Volksschule Sedelsberg tätig und seit 1972 an der Realschule in Barßel. Im Jahr 1976 bestand er die Realschullehrerprüfung. Nüding war Mitglied der Gewerkschaft Erziehung und Wissenschaft und der Arbeiterwohlfahrt. 

## Partei
Der SPD trat er im Jahr 1968 als Mitglied bei. Von 1970 bis 1972 war er Vorsitzender des SPD-Ortsvereins in Sedelsberg. Von 1975 bis 1979 wurde er Unterbezirksvorsitzender der SPD im Landkreis Cloppenburg. 

## Öffentliche Ämter
In den Jahren 1972 bis 1976 war er Mitglied des Kreistages in Cloppenburg und wurde hier zwischen 1974 und 1976 zum  Fraktionsvorsitzenden gewählt. Nüdling wurde Mitglied des Niedersächsischen Landtages in der neunten Wahlperiode vom 17. Dezember 1980 bis 20. Juni 1982.